# Mercedes-Benz M 272
| Mercedes-Benz        | Mercedes-Benz                                 |
| -------------------- | --------------------------------------------- |
| Mercedes-Benz M 272  |                                               |
| M 272                |                                               |
| Hersteller:          | Mercedes-Benz                                 |
| Produktionszeitraum: | seit 2004                                     |
| Bauform:             | V, Sechszylinder                              |
| Motoren:             | 2,5 Liter (2496 cm³) bis 3,5 Liter (3498 cm³) |
| Vorgängermodell:     | M 112                                         |
| Nachfolgemodell:     | M 276                                         |

Der M 272 ist ein Ottomotor mit sechs Zylindern in V-Anordnung von Mercedes-Benz. Er wird seit 2004 mit Einführung der neuen SLK-Klasse (Baureihe R 171) als Saugmotor mit klassischer Saugrohreinspritzung in den meisten Mercedes-Benz-Pkw-Modellen angeboten, seit 2004 in der CLS-Klasse (Baureihe C 219) ab 2006 dann auch mit Direkteinspritzung (CGI). Der Motortyp ist verwandt mit dem V8-Zylinder-Ottomotor M 273, der im selben Entwicklungszyklus entstand. Deshalb weist auch der M 272 den für Sechszylinder-V-Motoren untypischen Zylinderbankwinkel von 90° auf, was eine zusätzliche Ausgleichswelle nötig macht.

## Beschreibung

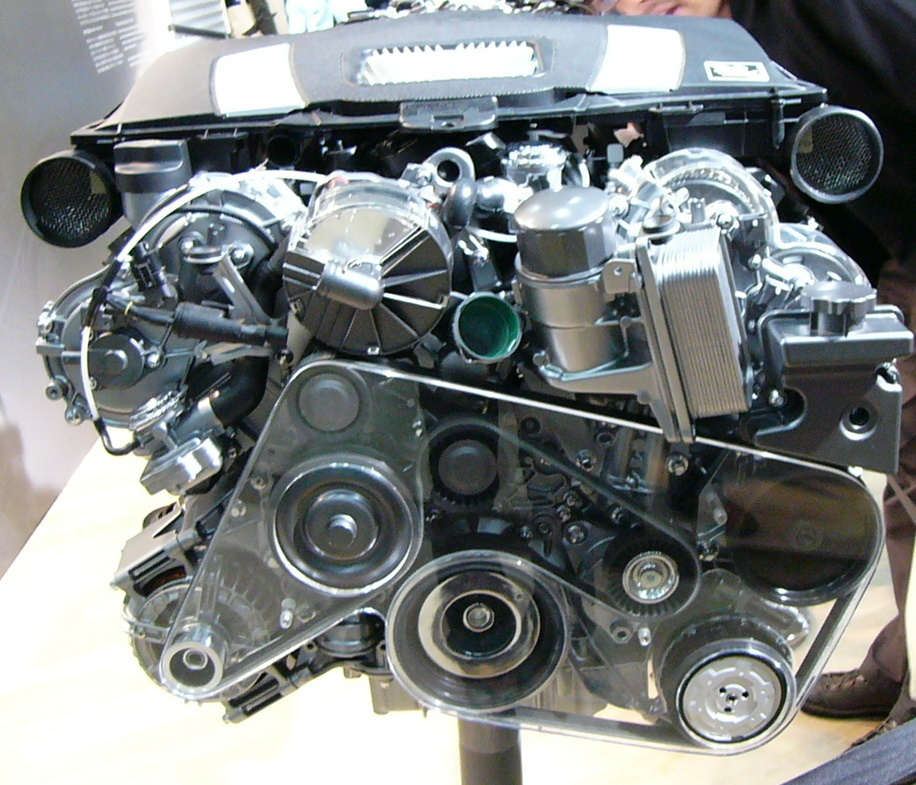

Die Motoren M 272 und M 273 haben im Gegensatz zu ihren Dreiventil-Vorläufern M 112 und M 113 vier Ventile, eine zentral angeordnete Zündkerze je Brennraum und zwei kettengetriebene Nockenwellen je Zylinderbank (DOHC). Die Ventile werden über Rollenschlepphebel mit feststehendem hydraulischem Ventilspielausgleich betätigt. Die Ein- und Auslassnockenwellen können unabhängig voneinander stufenlos in der Phase verstellt werden. Außerdem haben die Motoren ein Schaltsaugrohr mit zwei schaltbaren Längen der Kanäle zu den einzelnen Zylindern.
Der Motorblock des M 272 ist aus Leichtmetall, mit eingegossenen Zylinderlaufbuchsen aus einer Al-Si-Legierung. Die Kurbelwellenlagerdeckel aus Grauguss sind zur Stabilisierung des Motorblocks auch seitlich verschraubt. Der Zylinderbankwinkel beträgt 90°, und die geteilten Hubzapfen der Kurbelwelle sitzen ohne Zwischenwange nebeneinander. Über der Kurbelwelle im Zylinder-V liegt wie beim Vorläufer eine Ausgleichswelle zur Beseitigung der freien Massenkräfte erster Ordnung, die gemeinsam mit den Nockenwellen durch eine Doppelhülsenkette angetrieben wird.
In die Saugrohre sind, mit Ausnahme der Sportmotor-Variante, Tumble-Klappen einschwenkbar, die bei Teillast eine Verwirbelung des Gemischs erzeugen, wodurch die Verbrennung schneller und gleichmäßiger erfolgt. Dadurch wird auch ein höherer Abgasanteil im Gemisch möglich, der durch die Verstellung der Auslassnockenwelle gesteuert wird. Der Vorteil dieser „inneren Abgasrückführung“ ist ein höherer Wirkungsgrad durch Entdrosselung und höhere effektive Verdichtung aufgrund der größeren Zylinderfüllung.

## Daten
| Motorbezeichnung *             | Bohrung × Hub [mm] | Hubraum [cm³] | Verdichtung | Leistung [kW/PS] bei Drehzahl [1/min] | Drehmoment [Nm] bei Drehzahl [1/min] |
| ------------------------------ | ------------------ | ------------- | ----------- | ------------------------------------- | ------------------------------------ |
| M 272 KE 25                    | 88,0 × 68,4        | 2496          | 11,2 : 1    | 150/204 bei 6100                      | 245 bei 2900–5500                    |
| M 272 KE 30                    | 88,0 × 82,1        | 2996          | 11,3 : 1    | 170/231 bei 6000                      | 300 bei 2500–5000                    |
| M 272 KE 35                    | 92,9 × 86,0        | 3498          | 10,7 : 1    | 190/258 bei 6000                      | 340 bei 2500–5000                    |
| M 272 KE 35                    | 92,9 × 86,0        | 3498          | 10,7 : 1    | 200/272 bei 6000                      | 350 bei 2400–5000                    |
| M 272 DE 35 (CGI)              | 92,9 × 86,0        | 3498          | 12,2 : 1    | 215/292 bei 6400                      | 365 bei 3000–5100                    |
| M 272 KE 35 Sportmotor (R 171) | 92,9 × 86,0        | 3498          | 11,7 : 1    | 224/305 bei 6500                      | 360 bei 4900                         |
| M 272 KE 35 Sportmotor (R 230) | 92,9 × 86,0        | 3498          | 11,7 : 1    | 232/316 bei 6500                      | 360 bei 4900                         |

 * Die Motorbezeichnung ist wie folgt verschlüsselt:
M = Motor (Otto), Baureihe = 3-stellig, KE = Kanaleinspritzung, DE = Direkteinspritzung, Hubraum = Deziliter (gerundet)

## Verwendung
Der Motortyp wird in C-, E- und S-Klasse eingesetzt, außerdem in CLS, CLK, SLK und SL, sowie in der R-Klasse und in den Geländewagen GLK und ML, darüber hinaus im Sprinter W 906 und im Vito/Viano als 3,5 Liter mit 190 kW (258 PS).
Mercedes bietet den M 272 in sechs verschiedenen Ausführungen an:
- M 272 KE 25: Modellbezeichnung „230“ bzw. „250“
- M 272 KE 30: Modellbezeichnung „280“ bzw. „300“
- M 272 KE 35: Modellbezeichnung „350“
- M 272 KE 35: Modellbezeichnung „350 Sportmotor“
- M 272 KE 35: Modellbezeichnung „S 400 Hybrid“ mit 205 + 15 kW (279 + 20 PS)
- M 272 DE 35: Modellbezeichnung „350 CGI“

Die CGI-Variante des 3,5-Liter-Motors wurde im CLS und ab Ende 2007 auch in der E-Klasse Baureihe 211 und deren Nachfolger-Baureihen 212/207 angeboten.
Seit Anfang 2008 wurden sowohl der SLK (R 171) als auch der modellgepflegte SL (R 230 Mopf 2) mit einem neuen 3,5-Liter-Sportmotor angeboten. Dieser besitzt die normale Saugrohreinspritzung, wurde aber in der Leistung gesteigert (u. a. durch Anhebung der maximalen Drehzahl). Er leistet zwischen 224 und 232 kW (305 und 316 PS). Hintergrund zum Sportmotor: Die modernere CGI-Maschine ist bauartbedingt etwas höher und passt daher nicht unter die flache Motorhaube der Roadster.

## Praxiserfahrungen
Dieser Motor wurde hauptsächlich mit dem Automatikgetriebe 7G-Tronic, aber auch mit 6-Gang-Schaltgetriebe (z. B. im SLK R 171) angeboten. Grundsätzlich gilt dieser Motor als zuverlässig, wobei die ersten Versionen bis einschließlich Motornummer 2729..30 468993 (ca. Mitte / Ende 2006) einen erhöhten Materialverschleiß bei einem Kettenrad an der Ausgleichswelle hatten. Des Weiteren ist die teils in Kunststoff ausgeführte Mechanik der Tumble-Klappen im Saugrohr nach einigen Jahren anfällig für Defekte. Insbesondere Öl kann den Kunststoff schädigen und verringert die erwartete Lebensdauer.

## Nachfolger M 276
Nachfolger des M 272 ist der Mercedes-Benz M 276.